# Острів Верхотурова
Острів Верхотурова — острів у Камчатському краї. Розташований у Карагінський затоці. Довжина острова 3.5 км, ширина 500 м. Відстань до мису Ільпінський на однойменному півострові на північ 21 км, до мису Голеніщева на острові Карагінський на південь 39.2 км. Острів має багату фауну, серед птахів зустрічається конюга білочерева, занесена до Червоної книги Камчатки.

## Походження назви
Острів отримав назву за прізвищем прикажчика Протопопова-Верхотурова, який загинув у 1705 році під часу збору ясаку з коряків. Коряцька назва — Чачаме (стара жінка).